# Brachylomia emir
Brachylomia emir är en fjärilsart som beskrevs av Charles Oberthür 1918. Brachylomia emir ingår i släktet Brachylomia och familjen nattflyn. Inga underarter finns listade i Catalogue of Life.